# Pani da Rang
Pani da Rang è un brano musicale del film di Bollywood Vicky Donor cantato da Ayushmann Khurrana, con musiche di Rochak Kohli e testi di Ayushmann Khurrana, uscito il 30 marzo 2012.